# Polystichtis emylius
Polystichtis emylius är en fjärilsart som beskrevs av Pieter Cramer 1775. Polystichtis emylius ingår i släktet Polystichtis och familjen Riodinidae. Inga underarter finns listade i Catalogue of Life.